# Биццаррини, Джотто
Джотто Биццаррини (итал. Giotto Bizzarrini; 6 июня 1926, Ливорно, Тоскана — 13 мая 2023, Чечина, Тоскана) — итальянский конструктор автомобилей и инженер-испытатель; создатель одного из наиболее известных автомобилей категории Гран Туризмо — Ferrari 250 GTO; основатель автостроительной компании Bizzarrini (1964—1969).
Окончил инженерный факультет Пизанского университета в 1953 году, в дипломной работе спроектировал четырёхцилиндровый двигатель воздушного охлаждения с двухвальной головкой. В 1954 году принят на работу в Alfa Romeo, вначале на инженерно-конструкторскую должность, впоследствии стал пилотом-испытателем. В 1957 году перешёл в качестве инженера-испытателя в Ferrari, где вскоре стал главным инженером. В Ferrari он участвовал в разработке 250 GTO, в том числе шасси и аэродинамики, а также испытаниях. В 1961 году открыл собственное конструкторское бюро Autostar, выполнявшее заказы для Iso и Lamborghini. После конфликта с основателем Iso Энцо Риволтой к Биццарини отошли модели Grifo A-3L и Grifo А-ЗС, для выпуска которых в 1964 году основал собственную автомобилестроительную компанию Bizzarrini. Фирма выпустила несколько моделей автомобилей, наибольшую известность получила модель Bizzarrini GT Strada 5300 (около 227 экземпляров); в 1969 году компания прекратила существование.
Впоследствии занимался конструкторскими работами на заказ, был сооснователем американской фирмы World Super Cars, производившей на заказ спортивные автомобили (среди них — Scuderia Bizzarrini P538S на основе одной из моделей прежней Bizzarrini), преподавал в Римском университете.